# Mene de Mauroa
Mene Mauroa es una ciudad del Estado Falcón, Venezuela. Es la capital del Municipio Mauroa y está ubicada al suroeste de dicho estado, casi en la delimitación del municipio con el municipio Miranda del estado Zulia. Fue fundada el 5 de febrero de 1918. Tiene una población de 34 649 habitantes (2023). Es conocida como El Pueblo que sembró su Petróleo. Se localiza a 188 km de Santa Ana de Coro y a 4 kilómetros de la frontera con el estado Zulia.

## Toponimia
El término Mene viene de las blasas de asfalto que, de forma natural, hay en el lugar. La ubicación a orillas del río Mauroa completan el topónimo.

## Historia
El 22 de junio de 1907 se le otorga un contrato o concesión al general Bernabé Planas para la explotación de asfalto, betún, brea y petróleo, por un periodo de 50 años, en un área de 500 000 hectáreas ubicadas en el distrito Buchivacoa del estado Falcón. Posteriormente este contrato sería traspasado a The V.F. Oil Sindicate Limited en 1915 y esta lo traspasa a British Controlled Oil Fields Limited.
Los geólogos de la compañía exploraron los menes o rezumaderos naturales de petróleo de la zona, en 1918 fundan el campamento Mene de Mauroa, y realizaron las primeras perforaciones exploratorias, que en 1921 confirman la existencia de acumulaciones de hidrocarburos en escala comercial. Este campo se cuenta entre las diez primeras acumulaciones petrolíferas significativas descubiertas en Venezuela y contribuyó a atraer la atención de la industria petrolera mundial hacia el país. Las operaciones en Mene de Mauroa fueron una fuente de trabajo importante para la población local, pero a la vez atrajeron población y recursos hacia esta localidad, en detrimento de los poblados vecinos.

## Turismo
El embalse Matícora era una de las zonas turísticas de Mene de Mauroa, en él se encuentran los balnearios del río Matícora, y El Aliviadero.(Actualmente por falta de mantenimiento no se encuentra funcionando) También existen rutas de acceso hacia el cerro Socopó, y otros cerros de la serranía de Siruma.

## Educación
En el aspecto educativo Mene de Mauroa cuenta con escuelas públicas, al igual que dos liceos, ambos públicos. El Liceo Bolivariano «Virginia Gil de Hermoso», el cual posee una sede piloto con dos extensiones, una ubicada en Los Cortijos de Lourdes y la otra en Jadagua.
Mene de Mauroa posee tres casas de estudios universitarios. Ellas son la Universidad Nacional Experimental Francisco de Miranda, Misión Sucre

## Nacidos En Mene Mauroa
• Tulia Alemán, modelo y reina de belleza. Representó al Estado Falcón en el Miss Venezuela 2016 y posteriormente representó a Venezuela en el Miss Grand Internacional 2017. 
• Raúl Quero Silva, economista, doctor en historia, educador y empresario quien fundó varias casas de estudio, como lo son la Universidad Fermín Toro, Instituto Universitario Politécnico Santiago Mariño, Universidad Bicentenaria de Aragua, entre otros.